# Nippoleucon
Nippoleucon är ett släkte av kräftdjur. Nippoleucon ingår i familjen Leuconidae.
Kladogram enligt Catalogue of Life:
| Nippoleucon | \| \| Nippoleucon enoshimensis \| \| \| \| \| \| Nippoleucon hinumensis \| \| \| \| |
|             | \| \| Nippoleucon enoshimensis \| \| \| \| \| \| Nippoleucon hinumensis \| \| \| \| |
|             | Alloeoleucon                                                                        |
|             |                                                                                     |
|             | Americuma                                                                           |
|             |                                                                                     |
|             | Austroleucon                                                                        |
|             |                                                                                     |
|             | Bytholeucon                                                                         |
|             |                                                                                     |
|             | Coricuma                                                                            |
|             |                                                                                     |
|             | Eudorella                                                                           |
|             |                                                                                     |
|             | Eudorellopsis                                                                       |
|             |                                                                                     |
|             | Hemileucon                                                                          |
|             |                                                                                     |
|             | Heteroleucon                                                                        |
|             |                                                                                     |
|             | Leucon                                                                              |
|             |                                                                                     |
|             | Ommatoleucon                                                                        |
|             |                                                                                     |
|             | Paraleucon                                                                          |
|             |                                                                                     |
|             | Pseudoleucon                                                                        |
|             |                                                                                     |
|             | Nippoleucon enoshimensis                                                            |
|             |                                                                                     |
|             | Nippoleucon hinumensis                                                              |
|             |                                                                                     |

|  | Nippoleucon enoshimensis |
|  |                          |
|  | Nippoleucon hinumensis   |
|  |                          |

## Bildgalleri

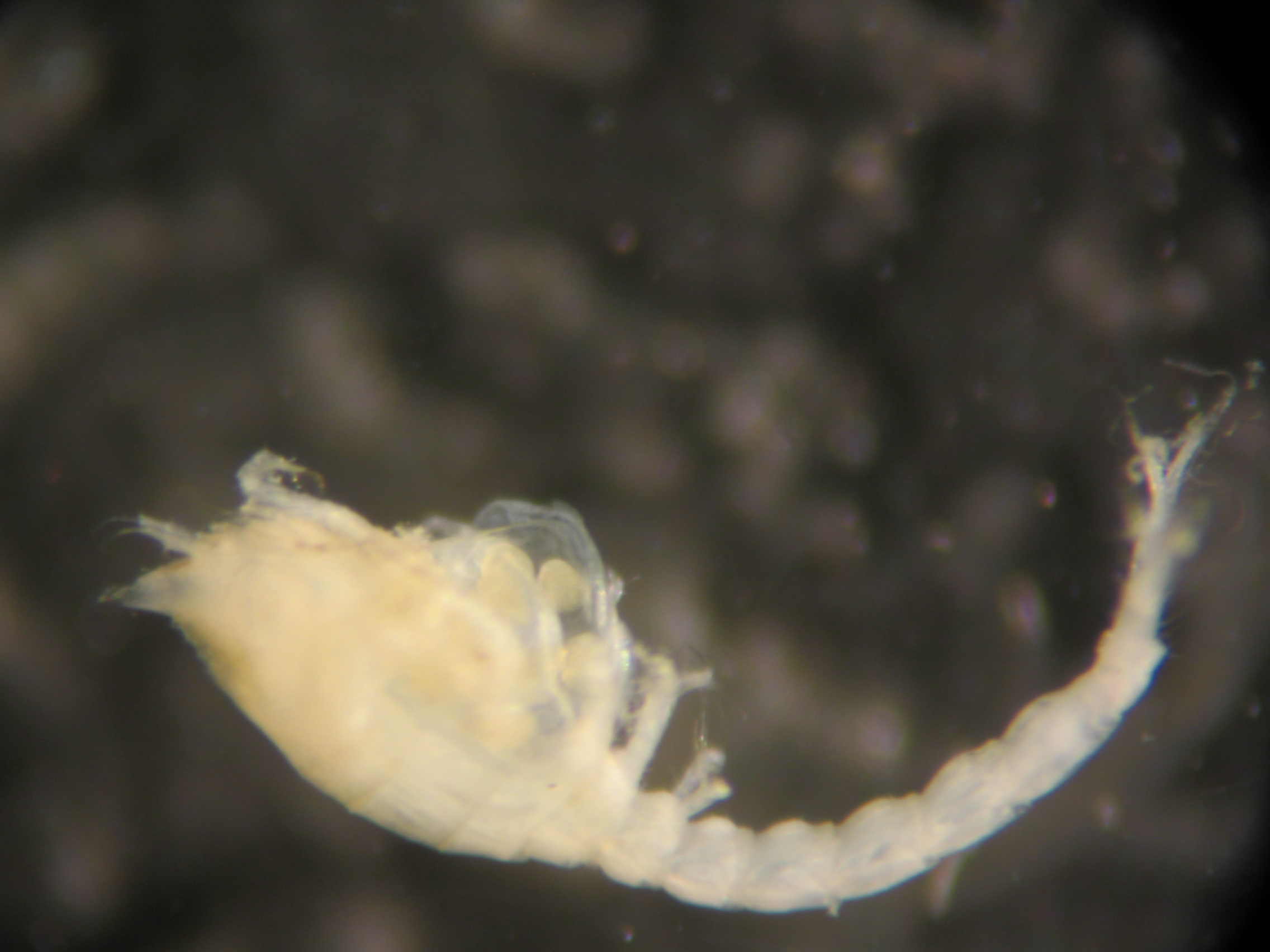
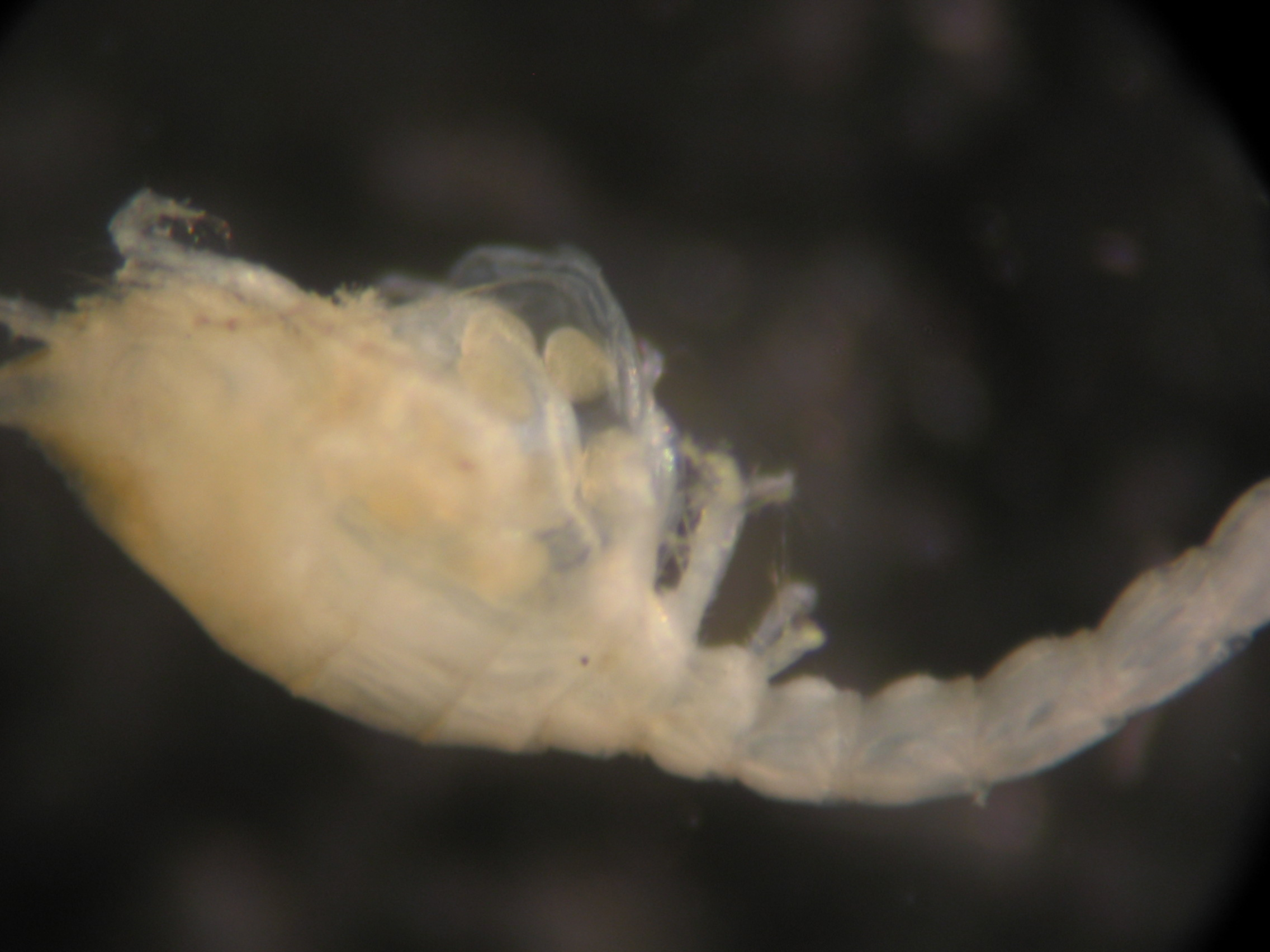
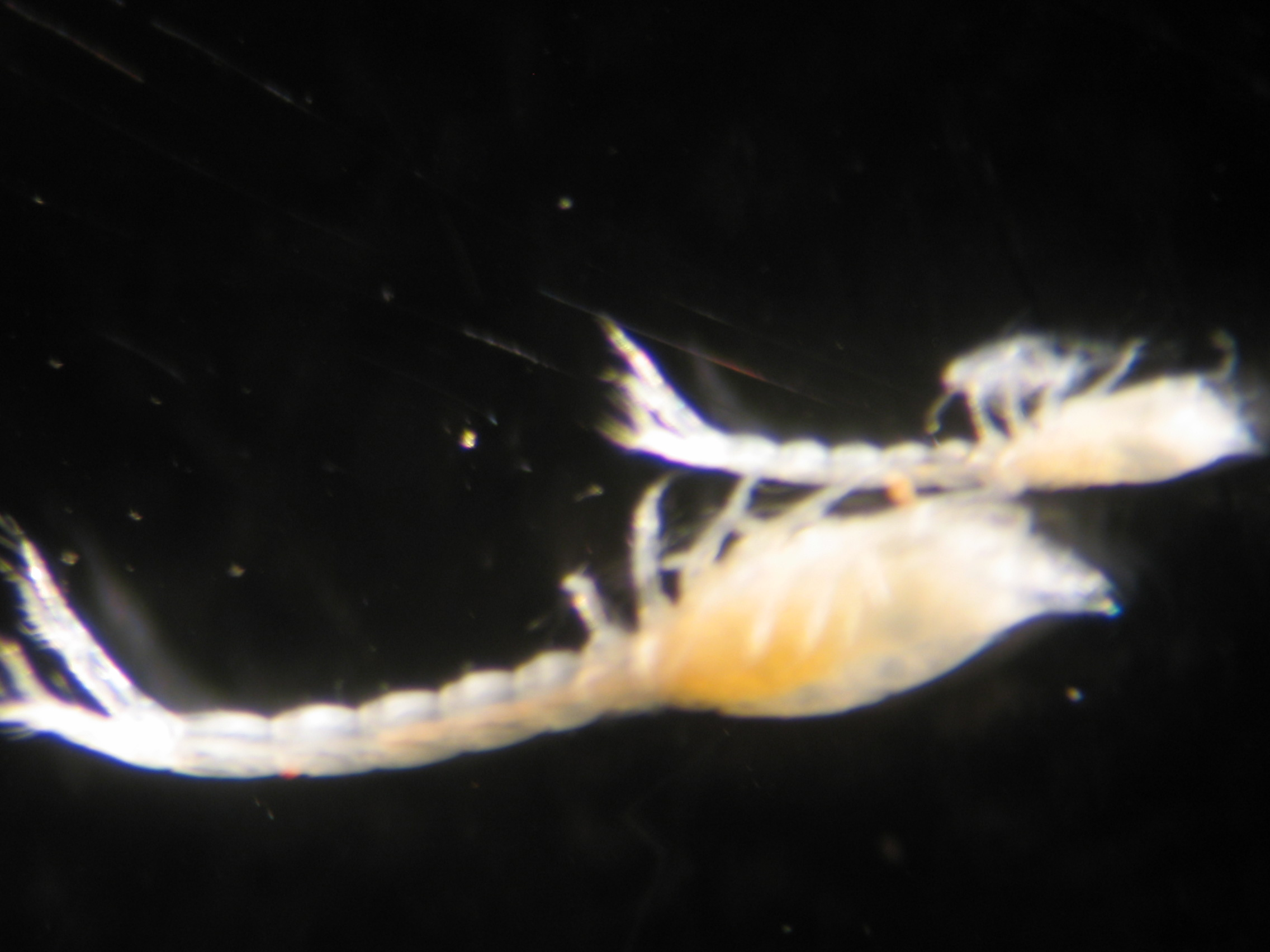